# Costanza Troiani
Costanza Troiani, in religione Maria Caterina di Santa Rosa da Viterbo (Giuliano di Roma, 19 gennaio 1813 – Il Cairo, 6 maggio 1887), è stata una religiosa italiana, fondatrice della congregazione delle Suore francescane missionarie del Cuore Immacolato di Maria: è stata proclamata beata da papa Giovanni Paolo II nel 1985.

## Biografia
Nata a Giuliano di Roma, piccolo paese della provincia di Frosinone, in una famiglia benestante, le fu dato il nome di Costanza.
Rimasta orfana di madre all'età di sei anni venne educata nel Conservatorio delle Monache della Carità di Santa Chiara di Ferentino. Qui maturò la sua vocazione religiosa e il 16 dicembre 1830 prese i voti come monaca con il nome di Maria Caterina di Santa Rosa da Viterbo nello stesso istituto, divenendone la segretaria.
Dal 1842 al 1858 fu camerlenga della badessa Maria Aloisia Castelli.
Nel 1859, assieme alla superiora Castelli e ad altre tre consorelle, partì per Il Cairo per aprire un nuovo monastero della congregazione. Poco dopo l'arrivo tuttavia madre Castelli si ammalò e la responsabilità delle opere della nuova casa ricadde su Caterina, secondo le disposizioni del delegato apostolico mons. Vujcic, che scrisse inoltre un nuovo regolamento per la comunità.
Nel 1863 Caterina venne eletta superiora della Comunità, che fu poi istituita canonicamente nel 1868 con il nome di Terziarie Francescane del Cairo (dal 1950 prenderanno il nome di Suore Francescane Missionarie del Cuore Immacolato di Maria).
Negli anni in cui Caterina Troiani guidò la Comunità arrivò ad aprire in Egitto sette nuove case per l'assistenza e l'educazione delle bambine abbandonate.
Caterina restò Madre Superiora Generale fino alla morte.

## Culto
I procedimenti per la sua causa di canonizzazione sono stati avviati nel 1944. È stata beatificata da papa Giovanni Paolo II il 14 aprile del 1985.
La sua memoria viene celebrata il 6 maggio.